# Joch
Joch [ʒɔk]  est une commune française située dans le centre du département des Pyrénées-Orientales, en région Occitanie. Sur le plan historique et culturel, la commune est dans le pays de Conflent, correspondant à l'ensemble des vallées pyrénéennes qui « confluent » avec le lit creusé par la Têt entre Mont-Louis et Rodès.
Exposée à un climat océanique altéré, elle est drainée par la rivière de Rigarda et par divers autres petits cours d'eau. La commune possède un patrimoine naturel remarquable composé d'une zone naturelle d'intérêt écologique, faunistique et floristique.
Joch est une commune rurale qui compte 396 habitants en 2022, après avoir connu une forte hausse de la population depuis 1975. Elle est dans l'unité urbaine de Vinça et fait partie de l'aire d'attraction de Perpignan. Ses habitants sont appelés les Jochois ou  Jochoises.

## Géographie

### Localisation
La commune de Joch se trouve dans le département des Pyrénées-Orientales, en région Occitanie.
Elle se situe à 32 km à vol d'oiseau de Perpignan, préfecture du département, à 8 km de Prades, sous-préfecture, et à 20 km d'Amélie-les-Bains-Palalda, bureau centralisateur du canton du Canigou dont dépend la commune depuis 2015 pour les élections départementales.
La commune fait en outre partie du bassin de vie de Prades.
Les communes les plus proches sont : 
Rigarda (1,1 km), Finestret (1,2 km), Espira-de-Conflent (2,2 km), Vinça (3,1 km), Estoher (3,7 km), Glorianes (3,8 km), Marquixanes (4,2 km), Los Masos (5,2 km).
Sur le plan historique et culturel, Joch fait partie de la région de Conflent, héritière de l'ancien comté de Conflent et de la viguerie de Conflent. Ce pays correspond à l'ensemble des vallées pyrénéennes qui « confluent » avec le lit creusé par la Têt entre Mont-Louis, porte de la Cerdagne, et Rodès, aux abords de la plaine du Roussillon.

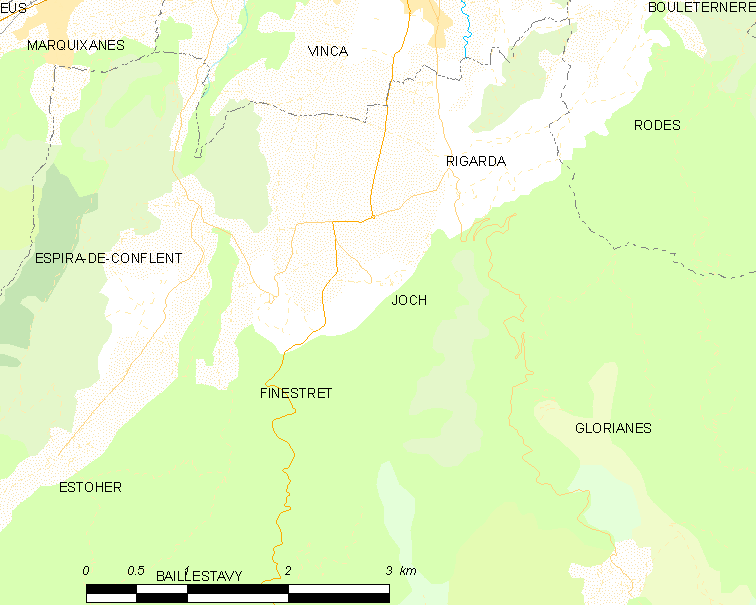
Situation de la commune.

|           | Vinça | Rigarda   |
|           | Joch  |           |
| Finestret |       | Glorianes |

### Géologie et relief
Le territoire de Joch se développe depuis les 320 mètres du "cami de l'Estrade" au Nord jusqu'à l'altitude de 926 mètres au Puig de les Feixes, au Sud. La faille de la Têt traverse le village de Joch du sud-ouest au nord-est. Elle divise la commune en deux zones distinctes du point de vue de la géologie et du relief. 
Au sud-est se trouve une zone de métasédiments cambriens durs, essentiellement schisteux. Ici, le relief est constitué de vallées profondément encaissées et de collines hautes et abruptes qui s'élèvent jusqu'au Puig de les Feixes et au-delà. Au nord-ouest se trouve une zone basse de sédiments quaternaires, formée par une coalescence (une « bajada ») de cônes de déjection qui s'étendent depuis le pied de l'escarpement qui longe la faille de la Têt.

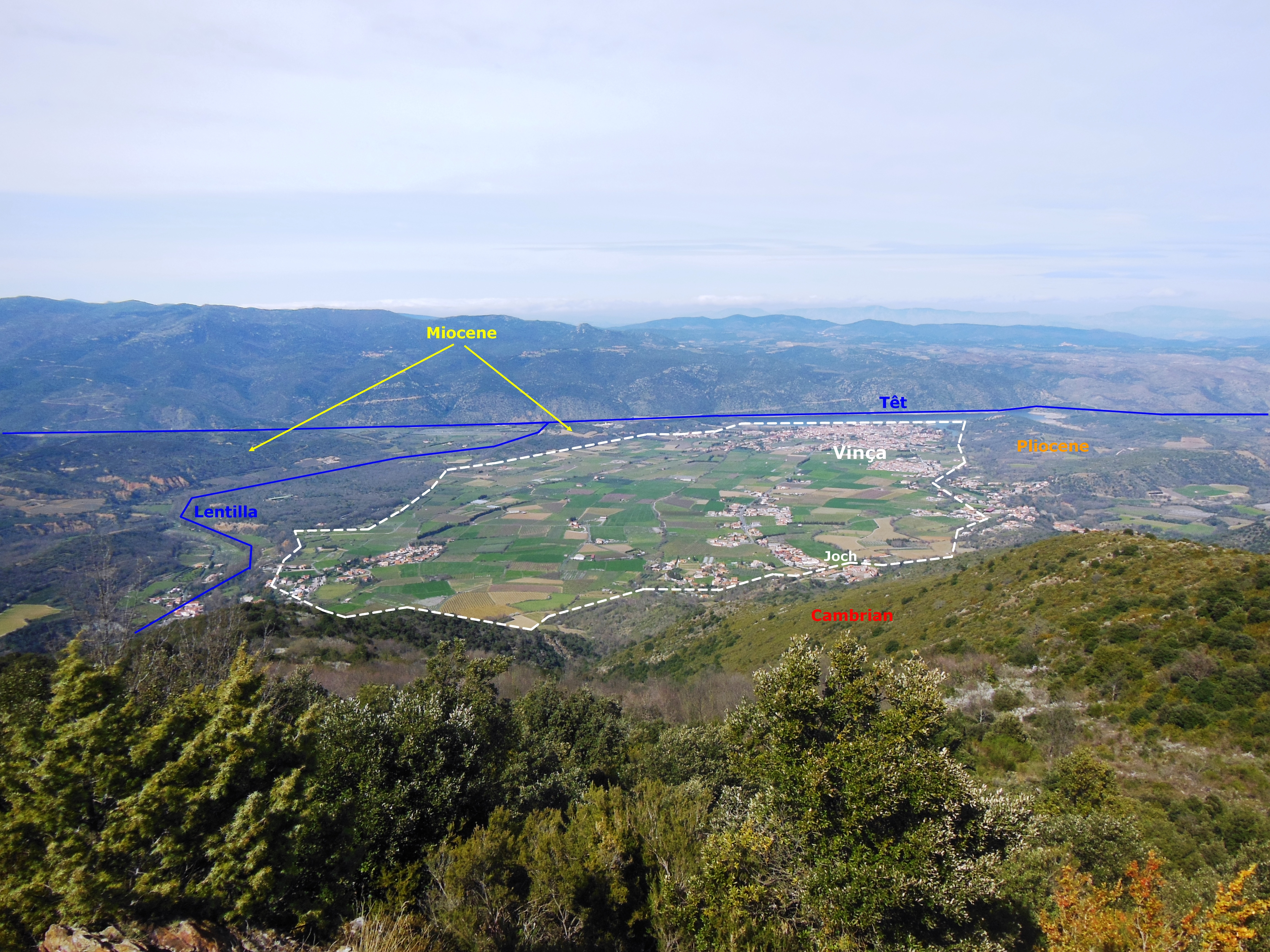
La bajada entre Joch et Vinça vue depuis Puig de les Feixes - son étendue approximative est indiquée par la ligne blanche hachurée.

La commune est classée en zone de sismicité 3, correspondant à une sismicité modérée.

### Hydrographie
Aucune rivière ne traverse le village et pourtant l’eau y est partout présente.
La cause de cette omniprésence est le « Rec Major », canal d’arrosage datant de la fin du XIIIe siècle qui façonne le milieu naturel de la commune et en alimente ses fontaines.
La prise d’eau de ce canal se fait sur la Lentilla, au lieu-dit « la Resclosa », à 8 km environ en amont du village, sur le territoire de Finestret. Il parvient au village après un cours sinueux au niveau du Carrer de la Creu.
Dans le village, sa pente s’accentue fortement, jusqu’à atteindre « el Salt », soit deux chutes d’eau successives, l’une de 6 mètres au beau milieu du village et l’autre juste en aval de 12 mètres environ.
Ces chutes ont permis jusqu’au XXe siècle le fonctionnement de plusieurs moulins dont les meules, récupérées par les municipalités successives, sont encore visibles à plusieurs endroits du village.
Le canal permet actuellement l’arrosage de plus de 500 hectares de terres agricoles, soit par gravité, soit par un réseau d’arrosage au goutte à goutte dont il alimente la station de pompage, au niveau de la route de Vallestavia.

### Climat
Pour des articles plus généraux, voir Climat de l'Occitanie et Climat des Pyrénées-Orientales.
En 2010, le climat de la commune est de type climat méditerranéen altéré, selon une étude du CNRS s'appuyant sur une série de données couvrant la période 1971-2000. En 2020, Météo-France publie une typologie des climats de la France métropolitaine dans laquelle la commune est exposée à un climat de montagne ou de marges de montagne et est dans la région climatique Pyrénées orientales, caractérisée par une faible pluviométrie, un très bon ensoleillement (2 600 h/an), un air sec, particulièrement en hiver et peu de brouillards.
Pour la période 1971-2000, la température annuelle moyenne est de 13,3 °C, avec une amplitude thermique annuelle de 14,8 °C. Le cumul annuel moyen de précipitations est de 782 mm, avec 5,7 jours de précipitations en janvier et 4,4 jours en juillet. Pour la période 1991-2020, la température moyenne annuelle observée sur la station météorologique la plus proche, située sur la commune d'Eus à 6 km à vol d'oiseau, est de 13,6 °C et le cumul annuel moyen de précipitations est de 539,8 mm,. Pour l'avenir, les paramètres climatiques de la commune estimés pour 2050 selon différents scénarios d’émission de gaz à effet de serre sont consultables sur un site dédié publié par Météo-France en novembre 2022.

### Milieux naturels et biodiversité

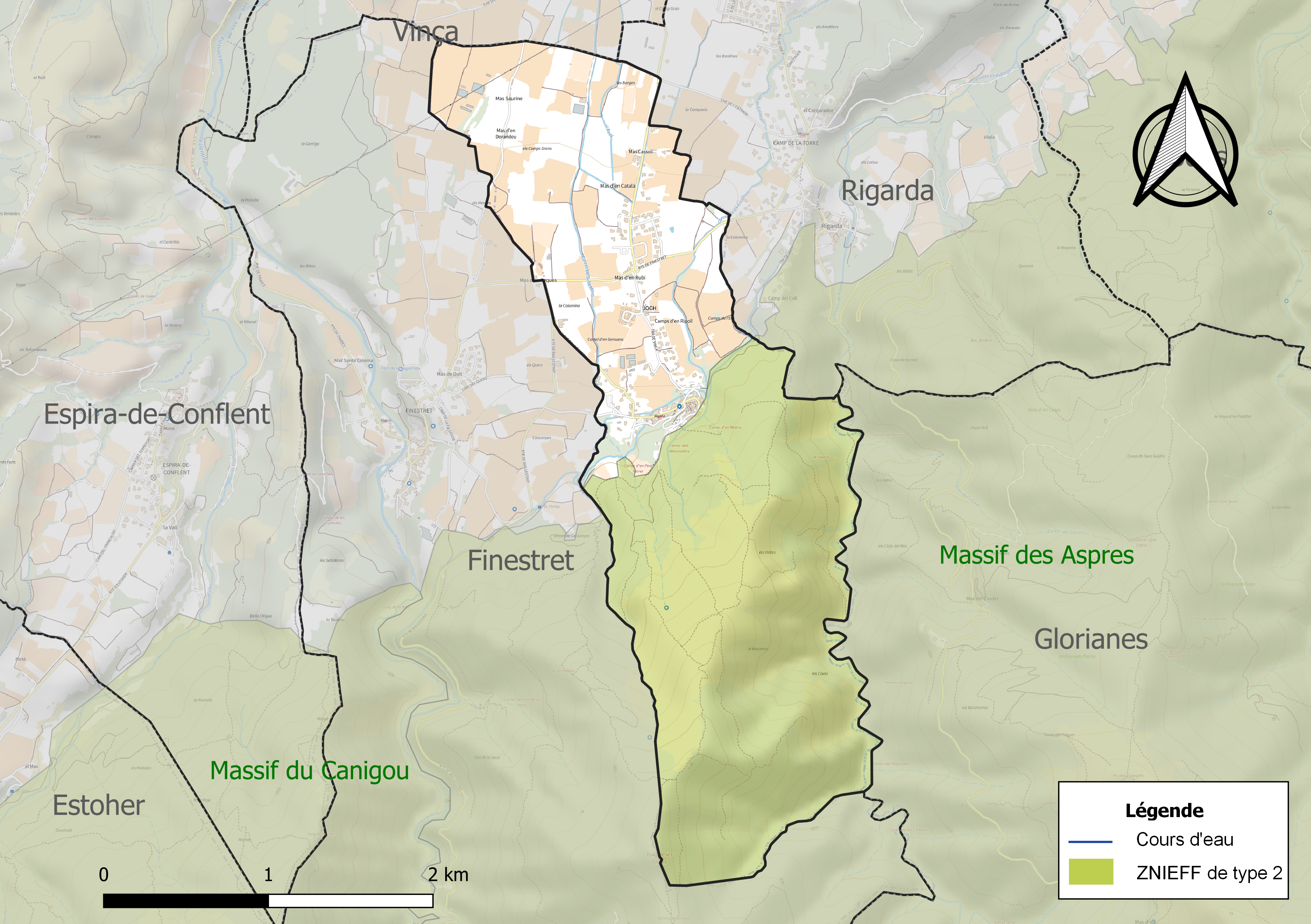
Carte de la ZNIEFF de type 2 localisée sur la commune.

L’inventaire des zones naturelles d'intérêt écologique, faunistique et floristique (ZNIEFF) a pour objectif de réaliser une couverture des zones les plus intéressantes sur le plan écologique, essentiellement dans la perspective d’améliorer la connaissance du patrimoine naturel national et de fournir aux différents décideurs un outil d’aide à la prise en compte de l’environnement dans l’aménagement du territoire.
Une ZNIEFF de type 2 est recensée sur la commune :
le « massif des Aspres » (28 819 ha), couvrant 37 communes du département.

## Urbanisme

### Typologie
Au 1er janvier 2024, Joch est catégorisée commune rurale à habitat dispersé, selon la nouvelle grille communale de densité à sept niveaux définie par l'Insee en 2022.
Elle appartient à l'unité urbaine de Vinça, une agglomération intra-départementale regroupant quatre  communes, dont elle est une commune de la banlieue,,. Par ailleurs la commune fait partie de l'aire d'attraction de Perpignan, dont elle est une commune de la couronne,. Cette aire, qui regroupe 118 communes, est catégorisée dans les aires de 200 000 à moins de 700 000 habitants,.

### Occupation des sols
L'occupation des sols de la commune, telle qu'elle ressort de la base de données européenne d’occupation biophysique des sols Corine Land Cover (CLC), est marquée par l'importance des forêts et milieux semi-naturels (57 % en 2018), une proportion identique à celle de 1990 (57 %). La répartition détaillée en 2018 est la suivante : 
cultures permanentes (37 %), forêts (36,7 %), milieux à végétation arbustive et/ou herbacée (20,4 %), zones agricoles hétérogènes (6 %). L'évolution de l’occupation des sols de la commune et de ses infrastructures peut être observée sur les différentes représentations cartographiques du territoire : la carte de Cassini (XVIIIe siècle), la carte d'état-major (1820-1866) et les cartes ou photos aériennes de l'IGN pour la période actuelle (1950 à aujourd'hui).

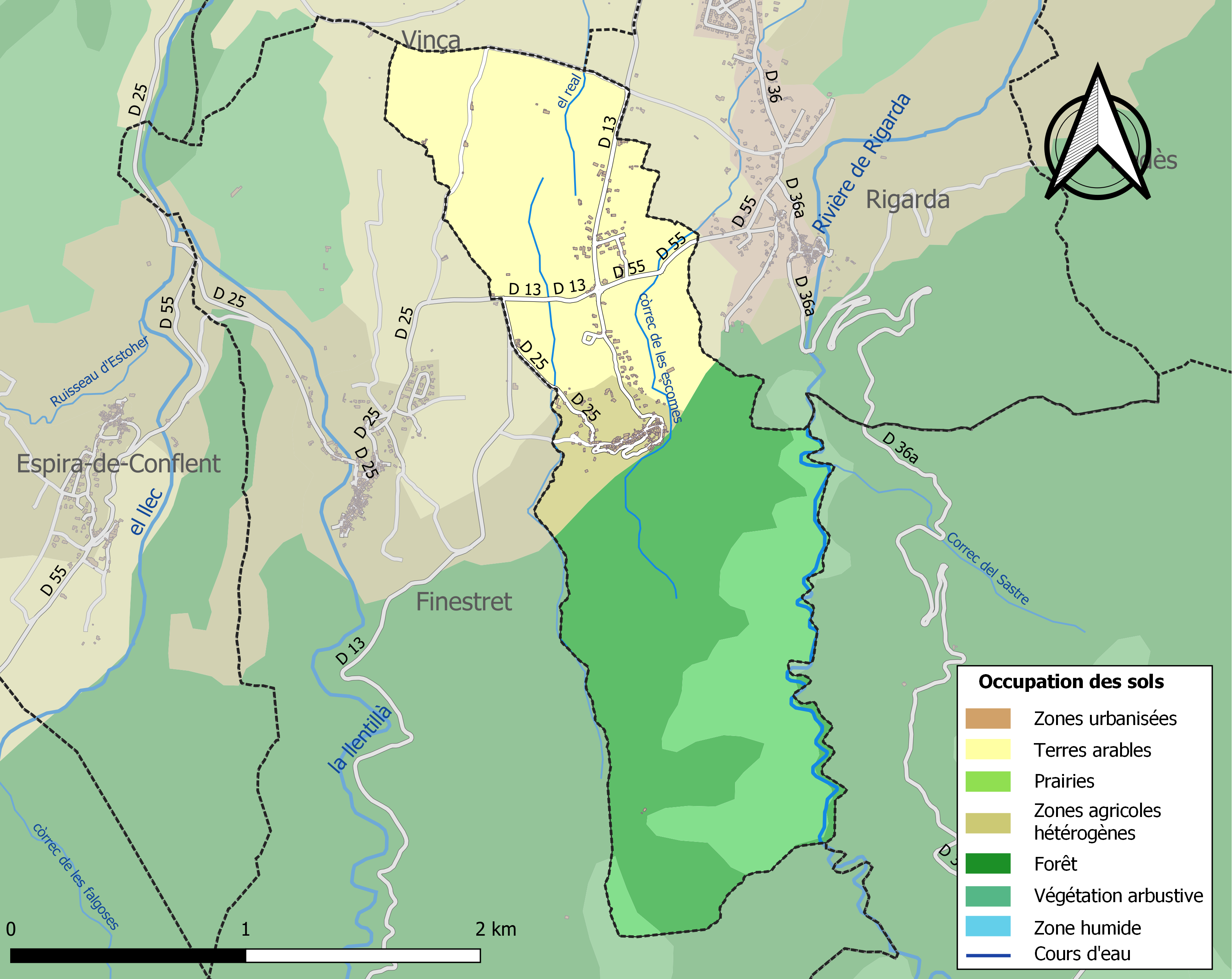
Carte des infrastructures et de l'occupation des sols de la commune en 2018 (CLC).

### Voies de communication et transports
Le territoire de Joch est traversé par les routes départementales D13 (qui relie le village à la commune de Vinça), D25 (vers Finestret) et D55 (vers Rigarda). Ces routes convergent au "rond point du Mas Rouby", nœud des voies de communication situé à 0,6 km au nord du vieux village.

### Risques majeurs
Le territoire de la commune de Joch est vulnérable à différents aléas naturels : inondations, climatiques (grand froid ou canicule), feux de forêts, mouvements de terrains et séisme (sismicité modérée). Il est également exposé à un risque particulier, le risque radon,.

#### Risques naturels
Certaines parties du territoire communal sont susceptibles d’être affectées par le risque d’inondation par crue torrentielle de cours d'eau du bassin de la Têt.
Les mouvements de terrains susceptibles de se produire sur la commune sont soit des mouvements liés au retrait-gonflement des argiles, soit des glissements de terrains, soit des chutes de blocs. Une cartographie nationale de l'aléa retrait-gonflement des argiles permet de connaître les sols argileux ou marneux susceptibles vis-à-vis de ce phénomène.

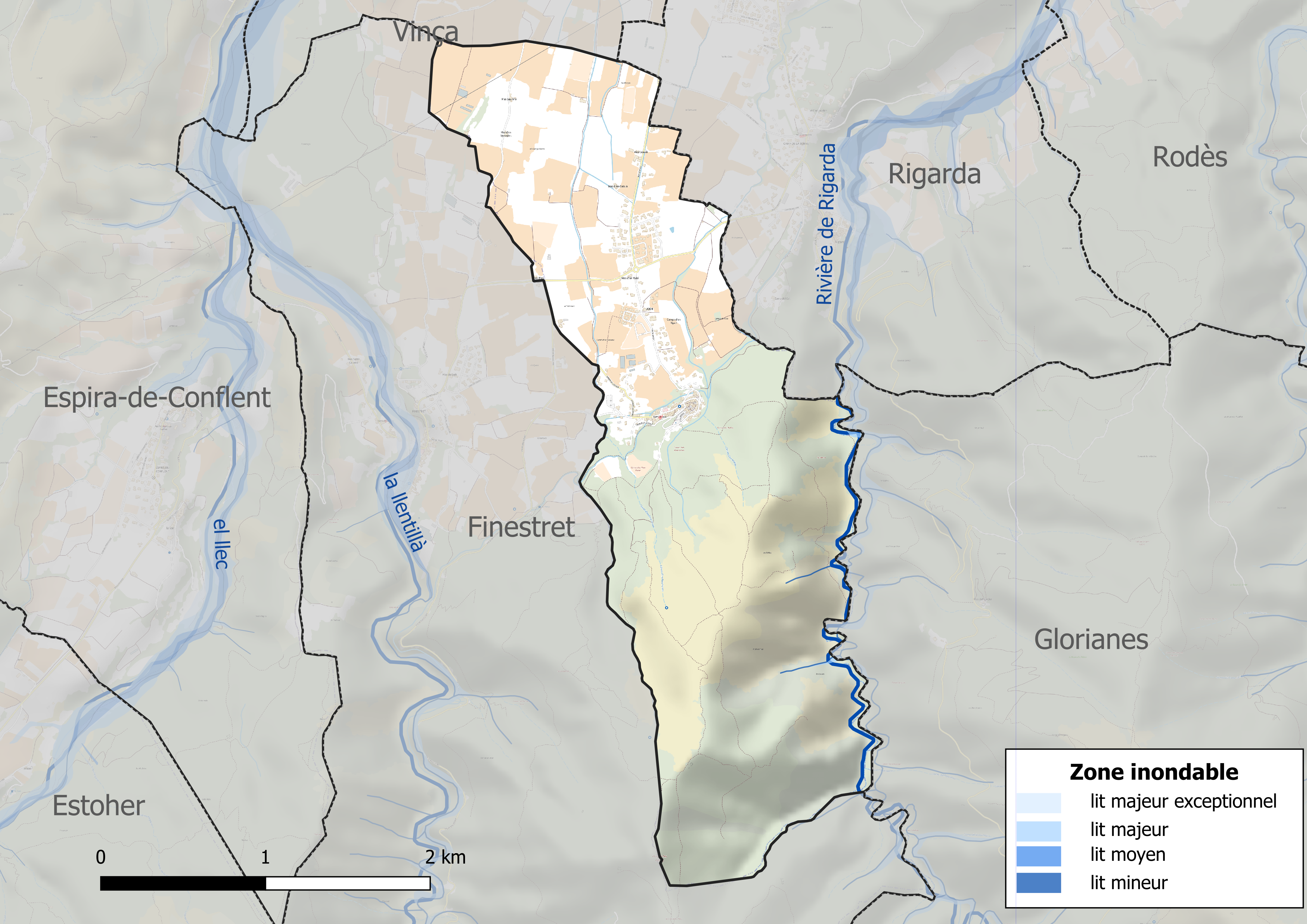
Carte des zones inondables.
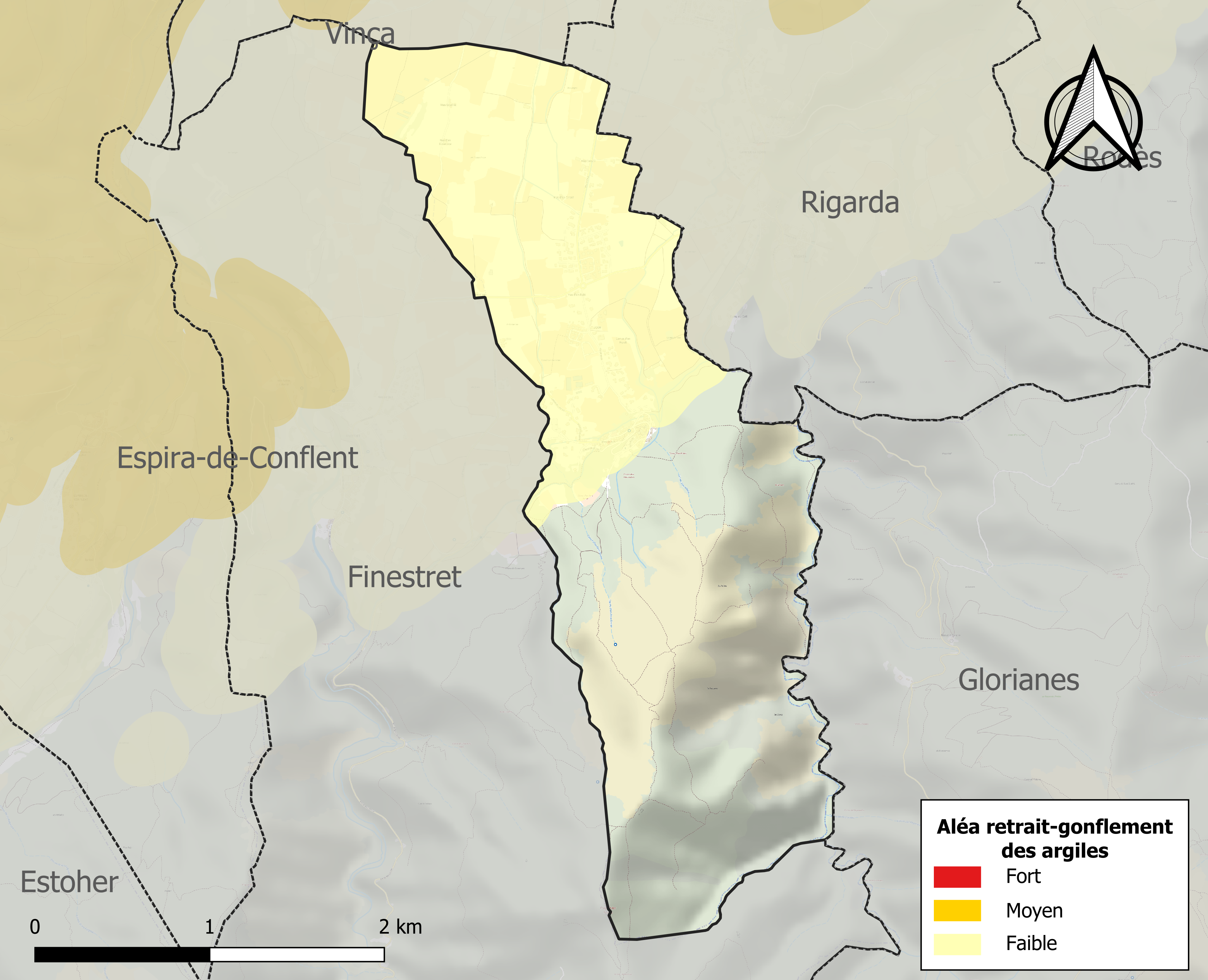
Carte des zones d'aléa retrait-gonflement des argiles.

#### Risque particulier
Dans plusieurs parties du territoire national, le radon, accumulé dans certains logements ou autres locaux, peut constituer une source significative d’exposition de la population aux rayonnements ionisants. Toutes les communes du département sont concernées par le risque radon à un niveau plus ou moins élevé. Selon la classification de 2018, la commune de Joch est classée en zone 2, à savoir zone à potentiel radon faible mais sur lesquelles des facteurs géologiques particuliers peuvent faciliter le transfert du radon vers les bâtiments.

## Toponymie
En catalan, le nom de la commune est Jóc.

## Histoire
Joch était déjà un poste fortifié à l'époque romaine. Siège de la baronnie de Joch.

## Politique et administration

### Liste des maires
| Période   | Période  | Identité                 | Étiquette | Qualité |
| --------- | -------- | ------------------------ | --------- | ------- |
| 1790      | 1793     | François Molins Rodor    |           |         |
| 1793      | 1799     | Matthieu Molins          |           |         |
| 1799      | 1816     | François Molins          |           |         |
| 1816      | 1820     | Vincent Gensane          |           |         |
| 1820      | 1826     | Pierre Molins            |           |         |
| 1826      | 1833     | Jean Espagnac            |           |         |
| 1833      | 1840     | Gaudérique Molins        |           |         |
| 1840      | 1848     | Jean Espagnac            |           |         |
| 1848      | 1852     | Hyacinthe Malaret        |           |         |
| 1852      | 1853     | François Espagnac        |           |         |
| 1853      | 1855     | Antoine Molins           |           |         |
| 1855      | 1869     | Henri Molins             |           |         |
| 1869      | 1871     | François Gensane         |           |         |
| 1871      | 1874     | Joseph Delclos           |           |         |
| 1874      | 1876     | François Imbert          |           |         |
| 1876      | 1877     | Joseph Delclos           |           |         |
| 1877      | 1878     | Henri Molins             |           |         |
| 1878      | 1884     | Emmanuel Gastous         |           |         |
| 1884      | 1888     | Martin Fournols          |           |         |
| 1888      | 1892     | Joseph Planeilles        |           |         |
| 1892      | 1909     | Marcellin Marsal         |           |         |
| 1909      | 1933     | Paul Planeilles          |           |         |
| 1933      | 1933     | Germain Marsal           |           |         |
| 1933      | 1935     | Paul Planeilles          |           |         |
| 1935      | 1944     | Jean Sabaté              |           |         |
| 1944      | 1947     | Louis Durand             |           |         |
| 1947      | 1959     | Georges Durand           |           |         |
| 1959      | 1983     | Jacques Salvat           |           |         |
| 1983      | 2001     | Georges Sabaté           |           |         |
| mars 2001 | En cours | Jean-Pierre Villelongue, |           |         |

### Politique environnementale
- Ville fleurie : une fleur attribuée par le conseil national des Villes et villages fleuris de France au Concours des villes et villages fleuris.

## Population et société

### Démographie ancienne
La population est exprimée en nombre de feux (f) ou d'habitants (H).
| 1378 | 1470 | 1515 | 1553 | 1709 | 1720 | 1767  | 1774 | 1789 |
| ---- | ---- | ---- | ---- | ---- | ---- | ----- | ---- | ---- |
| 12 f | 21 f | 17 f | 13 f | 50 f | 39 f | 273 H | 63 f | 52 f |

Note : 1365 : comptée avec Sahorle.

### Démographie contemporaine
L'évolution du nombre d'habitants est connue à travers les recensements de la population effectués dans la commune depuis 1793. Pour les communes de moins de 10 000 habitants, une enquête de recensement portant sur toute la population est réalisée tous les cinq ans, les populations de référence des années intermédiaires étant quant à elles estimées par interpolation ou extrapolation. Pour la commune, le premier recensement exhaustif entrant dans le cadre du nouveau dispositif a été réalisé en 2005.

En 2022, la commune comptait 396 habitants, en évolution de +50,57 % par rapport à 2016 (Pyrénées-Orientales : +3,92 %, France hors Mayotte : +2,11 %).
| 1793 | 1800 | 1806 | 1821 | 1831 | 1836 | 1841 | 1846 | 1851 |
| ---- | ---- | ---- | ---- | ---- | ---- | ---- | ---- | ---- |
| 275  | 261  | 257  | 285  | 301  | 283  | 302  | 302  | 306  |

| 1856 | 1861 | 1866 | 1872 | 1876 | 1881 | 1886 | 1891 | 1896 |
| ---- | ---- | ---- | ---- | ---- | ---- | ---- | ---- | ---- |
| 296  | 320  | 314  | 284  | 300  | 282  | 313  | 302  | 290  |

| 1901 | 1906 | 1911 | 1921 | 1926 | 1931 | 1936 | 1946 | 1954 |
| ---- | ---- | ---- | ---- | ---- | ---- | ---- | ---- | ---- |
| 281  | 256  | 248  | 205  | 206  | 195  | 183  | 204  | 165  |

| 1962 | 1968 | 1975 | 1982 | 1990 | 1999 | 2005 | 2006 | 2010 |
| ---- | ---- | ---- | ---- | ---- | ---- | ---- | ---- | ---- |
| 171  | 160  | 122  | 124  | 135  | 146  | 207  | 205  | 231  |

| 2015 | 2020 | 2022 | - | - | - | - | - | - |
| ---- | ---- | ---- | - | - | - | - | - | - |
| 268  | 349  | 396  | - | - | - | - | - | - |

| selon la population municipale des années : | 1968 | 1975 | 1982 | 1990 | 1999 | 2006 | 2009 | 2013 |
| Rang de la commune dans le département      | 151  | 153  | 163  | 149  | 153  | 143  | 139  | 134  |
| Nombre de communes du département           | 232  | 217  | 220  | 225  | 226  | 226  | 226  | 226  |

### Manifestations culturelles et festivités
- Fête patronale : 11 et 12 novembre[41] ;
- Fête communale : 14 juillet[41].

### Sports
Le village de Joch est le point de départ de plusieurs itinéraires de randonnées dans le massif de "la Serra", belvédère stratégique sur la plaine du Roussillon à l'Est et sur le massif du Canigou, tout proche, au Sud-Ouest. L'itinéraire le plus fréquenté est celui de la "volta de Sahillà", d'une longueur de 9 km pour un dénivelé de 600 mètres. D'autre part un sentier amène directement du village au Puig de les Feixes (926 mètres, point culminant de la commune) qui domine la plaine de Vinça.

## Économie

### Revenus
En 2018, la commune compte 131 ménages fiscaux, regroupant 308 personnes. La médiane du revenu disponible par unité de consommation est de 21 370 € (19 350 € dans le département).

### Emploi
|                | 2008   | 2013   | 2018   |
| -------------- | ------ | ------ | ------ |
| Commune        | 6,2 %  | 5,3 %  | 7,2 %  |
| Département    | 10,3 % | 12,9 % | 13,3 % |
| France entière | 8,3 %  | 10 %   | 10 %   |

En 2018, la population âgée de 15 à 64 ans s'élève à 176 personnes, parmi lesquelles on compte 79,4 % d'actifs (72,2 % ayant un emploi et 7,2 % de chômeurs) et 20,6 % d'inactifs,. Depuis 2008, le taux de chômage communal (au sens du recensement) des 15-64 ans est inférieur à celui de la France et du département.
La commune fait partie de la couronne de l'aire d'attraction de Perpignan, du fait qu'au moins 15 % des actifs travaillent dans le pôle,. Elle compte 39 emplois en 2018, contre 34 en 2013 et 30 en 2008. Le nombre d'actifs ayant un emploi résidant dans la commune est de 129, soit un indicateur de concentration d'emploi de 30,4 % et un taux d'activité parmi les 15 ans ou plus de 58,5 %.
Sur ces 129 actifs de 15 ans ou plus ayant un emploi, 22 travaillent dans la commune, soit 17 % des habitants. Pour se rendre au travail, 88,9 % des habitants utilisent un véhicule personnel ou de fonction à quatre roues, 0,7 % les transports en commun, 3,9 % s'y rendent en deux-roues, à vélo ou à pied et 6,5 % n'ont pas besoin de transport (travail au domicile).

### Activités hors agriculture

#### Secteurs d'activités
25 établissements sont implantés  à Joch au 31 décembre 2019.
Le secteur des activités spécialisées, scientifiques et techniques et des activités de services administratifs et de soutien est prépondérant sur la commune puisqu'il représente 28 % du nombre total d'établissements de la commune (7 sur les 25 entreprises implantées  à Joch), contre 13 % au niveau départemental.

### Agriculture
|               | 1988 | 2000 | 2010 | 2020 |
| ------------- | ---- | ---- | ---- | ---- |
| Exploitations | 27   | 16   | 11   | 9    |
| SAU (ha)      | 142  | 279  | 144  | 34   |

La commune est dans le Conflent, une petite région agricole occupant le centre-ouest du département des Pyrénées-Orientales. En 2020, l'orientation technico-économique de l'agriculture  sur la commune est la culture de fruits ou d'autres cultures permanentes. Neuf exploitations agricoles ayant leur siège dans la commune sont dénombrées lors du recensement agricole de 2020 (27 en 1988). La superficie agricole utilisée est de 34 ha,,.

## Culture locale et patrimoine

### Monuments et lieux touristiques
- Ancienne église Saint-Martin ;
- Église Saint-Martin[45] ;
- Château du XIe siècle ;
- Table d'orientation et giratoire de la Baronnie.

### Personnalités liées à la commune
Joch est le village natal de Francesc Català i Duran (ca), médecin et poète (1929-1989), auteur notamment des recueils de poèmes "Camins" et "De sol i d'ombra".

### Héraldique
| Blason de Joch | Blason  | D'or, au chef du même chargé de trois losanges de sable. |
| Blason de Joch | Détails | Le statut officiel du blason reste à déterminer.         |